# Monastîrîska
Monastîrîska (în ucraineană Монастириська) este orașul raional de reședință al raionului Monastîrîska din regiunea Ternopil, Ucraina. În afara localității principale, nu cuprinde și alte sate.

## Demografie
Componența lingvistică a orașului Monastîrîska
     Ucraineană (99,24%)
     Alte limbi (0,73%)
Conform recensământului din 2001, majoritatea populației orașului Monastîrîska era vorbitoare de ucraineană (99,24%), existând în minoritate și vorbitori de alte limbi.